# Anamoeotes elegans
Anamoeotes elegans är en fjärilsart som beskrevs av Arnold Pagenstecher 1903. Anamoeotes elegans ingår i släktet Anamoeotes och familjen Anomoeotidae. Inga underarter finns listade i Catalogue of Life.